# Gureumi geurin dalbit
Gureumi geurin dalbit (구르미 그린 달빛?, lett. Il chiaro di luna dipinto dalle nuvole; titolo internazionale Love in the Moonlight, conosciuta anche come Moonlight Drawn by Clouds) è una serie televisiva sudcoreana trasmessa su KBS2 dal 22 agosto al 18 ottobre 2016. È basata sull'omonimo romanzo di Yoon Yi-soo, serializzato su Naver nel 2013 e poi pubblicato in cinque volumi nel 2015.

## Trama
Hong Ra-on è stata cresciuta come un maschio dalla madre, scomparsa quando la ragazza aveva dieci anni; da allora, Ra-on, con il nome Sam-nom, ha vissuto esibendosi per strada con un circo itinerante, continuando a nascondere il suo sesso. Nell'aiutare un amico, un giorno incontra il principe ereditario Lee Yeong e, ignorandone l'identità, lo intrappola in una buca scavata nel terreno. A causa di alcuni debiti, Ra-on viene poco dopo venduta al palazzo reale come eunuco, ma, nonostante i suoi tentativi di andarsene, Yeong, desideroso di vendetta, glielo impedisce. Ra-on inizia quindi a servirlo come eunuco personale, e i due si innamorano. Nel frattempo, la regina Kim e suo padre, il primo ministro Kim Heon, cercano di screditare la figura del re e del principe, mentre un gruppo di ribelli cerca la figlia del proprio capo scomparso.

## Personaggi
- Lee Yeong, interpretato da Park Bo-gum e Jung Yun-seok (da bambino)
- Hong Sam-nom/Hong Ra-on, interpretata da Kim Yoo-jung e Kim Ji-young (da bambina)
- Kim Yoon-sung, interpretato da Jung Jin-young e Lee Hyo-je (da bambino)
- Jo Ha-yeon, interpretata da Chae Soo-bin
- Kim Byung-yeon, interpretato da Kwak Dong-yeon e Noh Kang-min (da bambino)
- Re, interpretato da Kim Seung-soo
- Kim Heon, interpretato da Cheon Ho-jin
- Regina Kim, interpretata da Han Soo-yeon
- Kim Eui-gyo, interpretato da Park Chul-min
- Kim Geun-gyo, interpretato da Bang Joong-hyun
- Eunuco Han, interpretato da Jang Gwang
- Hong Gyeong-nae, interpretato da Jung Hae-kyun
- Principessa Myeong-eun, interpretata da Jung Hye-sung
- Regina Yoon, interpretata da Seo Jeong-yeon
- Consorte Park, interpretata da Jeon Mi-seon
- Principessa Yeong-eun, interpretata da Heo Jung-eun
- Eunuco Jang, interpretato da Lee Jun-hyeok
- Eunuco Sung, interpretato da Jo Hee-bong
- Eunuco Ma, interpretato da Choi Dae-chul
- Kim So-ra, interpretata da Kim Yeo-jin
- Jo Man-hyeong, interpretato da Lee Dae-yeon
- Jeong Yak-yong, interpretato da Ahn Nae-sang
- Jung Deok-ho, interpretato da Ahn Se-ha
- Do-gi, interpretato da Tae Hang-ho
- Seong-yeol, interpretato da Oh Eui-shik
- Wol-hee, interpretata da Jung Yoo-min

## Produzione e accoglienza
A dicembre 2015, il gruppo KBS Media annunciò l'intenzione di produrre una serie basata sul romanzo Gureumi geurin dalbit della scrittrice Yoon Yi-soo. Park Bo-gum si unì al progetto a febbraio 2016 e Kim Yoo-jung in aprile. La prima lettura della sceneggiatura si tenne a Yoido, Seul, il 26 maggio, mentre le riprese iniziarono a giugno.
La serie fu accolta con lodi da critici e spettatori per la regia, la recitazione e la colonna sonora. Al terzo episodio raddoppiò gli indici di ascolto del primo, e restò il drama più visto tra quelli in onda nella stessa fascia oraria sui tre canali pubblici principali; inoltre, diventò il drama più visto dal 2010 sul canale KBS nelle serate di lunedì e martedì. La sua popolarità durante le nove settimane di messa in onda, e anche oltre, fu ribattezzata dai media "sindrome Dalbit (del chiaro di luna)". Le vendite dei romanzi incrementarono del 56% durante la trasmissione della serie, e la domanda oltreoceano portò a firmare contratti per una loro traduzione in cinese mandarino, giapponese e thailandese. KakaoTalk pubblicò degli adesivi digitali della serie, tre abiti di Ra-on furono resi disponibili per l'acquisto nel gioco per cellulare "I Love Nicky", i braccialetti eterni dei due protagonisti furono prodotti come merchandise ufficiale, mentre il fotolibro ufficiale diventò un bestseller. A settembre 2016, KBS Media ottenne i diritti per realizzare un musical.
Il 19 ottobre 2016, Park, Kim, Jung e Kwak, per festeggiare il raggiungimento del 20% di share, tennero un evento per firmare autografi, indossando i costumi della serie, al palazzo Gyeongbok, uno dei luoghi delle riprese: più di cinquemila fan si presentarono e l'evento fu trasmesso in diretta streaming tramite Facebook.

## Episodi
| Episodio | Titolo | Data di trasmissione | Dati TNMS           | Dati TNMS                  | Dati AGB            | Dati AGB                   |
| Episodio | Titolo | Data di trasmissione | A livello nazionale | Area metropolitana di Seul | A livello nazionale | Area metropolitana di Seul |
| -------- | --- | -------------------- | ------------------- | -------------------------- | ------------------- | -------------------------- |
| 1        | 달빛 인연 (Dalbit in-yeon) Destino al chiaro di luna                                                                               | 22 agosto 2016       | 8,7%                | 10,0%                      | 8,3%                | 9,0%                       |
| 2        | 너에게로 통(通)하는 길 (Neo-egero tonghaneun gil) Il cammino che conduce a te                                                      | 23 agosto 2016       | 9,3%                | 10,4%                      | 8,5%                | 8,8%                       |
| 3        | 후아유 (後我有) - 너의 뒤에 내가 있다 (Hu-ayu - Neo-ui dwi naega itda) Sono dietro di te                                           | 29 agosto 2016       | 15,5%               | 17,9%                      | 16,0%               | 17,4%                      |
| 4        | 연극이 끝나고 난 뒤 (Yeongug-ui kkeunnago dwi) Quando finisce lo spettacolo                                                        | 30 agosto 2016       | 17,1%               | 18,8%                      | 16,4%               | 16,5%                      |
| 5        | 소원을 말해봐 (So-won-eul malhaebwa) Dimmi il tuo desiderio                                                                        | 5 settembre 2016     | 16,9%               | 19,3%                      | 19,3%               | 20,0%                      |
| 6        | 말할 수 없는 비밀이 말하고 싶어질 때 (Malhal su eobneun bimir-ui malhago sip-eojil ttae) Quando voglio dire segreti inconfessabili | 6 settembre 2016     | 17,9%               | 21,0%                      | 18,8%               | 18,9%                      |
| 7        | 고백 (Gobaek) Dichiarazione | 12 settembre 2016    | 18,4%               | 22,0%                      | 20,4%               | 20,9%                      |
| 8        | 잘 알지도 못하면서 (Jal aljido mothamyeonseo) Non sai nulla                                                                        | 13 settembre 2016    | 16,7%               | 19,8%                      | 19,7%               | 20,6%                      |
| 9        | 마음의 빗장이 열리는 순간 (Ma-eum-ui bitjang-ui yeollineun sungan) Il momento in cui la porta del mio cuore si è aperta            | 19 settembre 2016    | 17,9%               | 20,5%                      | 21,3%               | 22,4%                      |
| 10       | 동화처럼 (Donghwacheoreom) Come una fiaba                                                                                          | 20 settembre 2016    | 16,2%               | 18,6%                      | 19,6%               | 20,2%                      |
| 11       | 약속 (Yaksok) Promessa | 26 settembre 2016    | 18,6%               | 20,6%                      | 20,7%               | 20,6%                      |
| 12       | 믿음은 그대로 운명이 된다 (Id-eum-eun geudaero unmyeong-i doenda) La fede diventa destino                                          | 27 settembre 2016    | 18,6%               | 21,1%                      | 20,1%               | 19,9%                      |
| 13       | 다정하게, 안녕히 (Dajeonghage, annyeonghi) Con affetto, addio                                                                      | 3 ottobre 2016       | 16,4%               | 19,2%                      | 18,5%               | 18,8%                      |
| 14       | 안갯길 (Angaetgil) Strada nebbiosa                                                                                                 | 4 ottobre 2016       | 17,5%               | 20,1                       | 18,7%               | 19,4%                      |
| 15       | 그 모든 진짜같던 거짓말 (Geu modeun jinjjajatdeon geojinmal) Menzogne che sembrano verità                                          | 10 ottobre 2016      | 16,9%               | 18,8%                      | 17,9%               | 18,5                       |
| 16       | 당신이 꿈꾸는 세상 (Dansin-i kkumkkuneun sesang) Il mondo che sogni                                                                | 11 ottobre 2016      | 17,8%               | 20,3%                      | 18,8%               | 17,8%                      |
| 17       | 시작을 위한 끝 (Sijag-eul wihan kkeut) Una fine per un inizio                                                                      | 17 ottobre 2016      | 22,5%               | 24,8%                      | 23,3%               | 23,6%                      |
| 18       | 구르미 그린 달빛 (Gureumi geurin dalbit) Il chiaro di luna dipinto dalle nuvole                                                    | 18 ottobre 2016      | 21,6%               | 25,3%                      | 22,9%               | 22,5%                      |
| Media    | Media | Media                | 16,9%               | 19,4%                      | 18,3%               | 18,7%                      |
| Speciale | Speciale | 18 ottobre 2016      | 8,4%                | 9,3%                       | 8,9%                | 9,4%                       |

Il 29 agosto, prima dell’episodio 3, fu mandato in onda un riassunto dei primi due episodi della durata di 57 minuti. In occasione del chuseok, il 16 settembre fu trasmesso uno speciale da 150 minuti diviso in due parti, contenente un riassunto dei primi otto episodi e una decina di minuti di dietro le quinte. Un altro speciale da 85 minuti, composto da dietro le quinte, scene non incluse e interviste, andò in onda il 18 ottobre dopo l'ultimo episodio. KBS World  trasmise inoltre, l'11 novembre, un documentario esclusivo da 70 minuti intitolato 150 Days of Traveling in the Moonlight.

## Colonna sonora
CD 1
1. No Sleep (잠은 다 잤나봐요) – Soyou (Sistar), Yoo Seung-woo
2. Swallowing My Heart (마음을 삼킨다) – Sandeul (B1A4)
3. Moonlight Drawn by Clouds (구르미 그린 달빛) – Gummy
4. Misty Road (안갯길) – Ben
5. Fondly, Goodbye (다정하게, 안녕히) – Sung Si-kyung
6. Melting (녹는다) – K.Will
7. A Love Shining Like a Star (별처럼 빛나는 사랑) – Eddy Kim
8. Because I Miss You, Raon ver. (그리워 그리워서, 라온 ver.) – Beige
9. Love is Over – Baek Ji-young
10. Interlocked Fingers (깍지) – Lee Juck
11. My Person (내 사람) – Park Bo-gum
12. Because I Miss You, Yeong ver. (그리워 그리워서, 이영 ver.) – Hwang Chi-yeul
13. Because I Miss You, (Humming ver.) – Beige

CD 2
1. The Moonlight Flow (달빛이 흐른다)
2. After Another Time (별후광음)
3. Hold My Hand (내 손을 잡아요)
4. Waltz of the Spirit (영의 왈츠)
5. To Disallow (불허한다)
6. When You and I Cry in the Moonlight (그대와 내가 내리는 달빛 아래서 눈물을 흘릴 때)
7. Ra-on Song (라온의 노래)
8. Moonlight (월광)
9. I Only Wish to See However I'm Happy (바라만 봅니다 그래도 행복합니다)
10. Over the Clouds (저 구름 너머에 있는)
11. Mine (내 사람입니다)
12. A Father Should Be (아버지가 되어주십시오)
13. Companion, We are Now (동무, 그리고 지금 우린…)
14. Civil Commotion (민란)
15. The Two of Us at Lantern Festival (연등축제에서 우리 두 사람)
16. Destiny of Light (운명의 빛)

## Riconoscimenti
| Anno | Premio                                | Categoria                                                     | Ricevente                           | Risultato       |
| ---- | ------------------------------------- | ------------------------------------------------------------- | ----------------------------------- | --------------- |
| 2016 | APAN Star Awards                      | Miglior nuova attrice                                         | Kim Yoo-jung                        | Vincitore/trice |
| 2016 | Korea Drama Awards                    | Premio all'eccellenza, attore                                 | Park Bo-gum                         | Candidato/a     |
| 2016 | Asia Artist Awards                    | Premio stella dell'Asia, attore                               | Park Bo-gum                         | Vincitore/trice |
| 2016 | Asia Artist Awards                    | Premio stella migliore, attore                                | Park Bo-gum                         | Vincitore/trice |
| 2016 | Asia Artist Awards                    | Premio miglior icona, drama                                   | Kim Yoo-jung                        | Vincitore/trice |
| 2016 | Asia Artist Awards                    | Miglior colonna sonora                                        | Gummy ("Moonlight Drawn by Clouds") | Vincitore/trice |
| 2016 | Asia Artist Awards                    | Premio popolarità, attore                                     | Park Bo-gum                         | Candidato/a     |
| 2016 | Asia Artist Awards                    | Premio popolarità, attrice                                    | Kim Yoo-jung                        | Candidato/a     |
| 2016 | Mnet Asian Music Awards               | Miglior colonna sonora                                        | Gummy ("Moonlight Drawn by Clouds") | Candidato/a     |
| 2016 | KBS Drama Awards                      | Gran premio (Daesang)                                         | Park Bo-gum                         | Candidato/a     |
| 2016 | KBS Drama Awards                      | Premio alla massima eccellenza, attore                        | Park Bo-gum                         | Vincitore/trice |
| 2016 | KBS Drama Awards                      | Premio alla massima eccellenza, attrice                       | Kim Yoo-jung                        | Candidato/a     |
| 2016 | KBS Drama Awards                      | Premio all'eccellenza, attore in un drama di media lunghezza  | Park Bo-gum                         | Vincitore/trice |
| 2016 | KBS Drama Awards                      | Premio all'eccellenza, attrice in un drama di media lunghezza | Kim Yoo-jung                        | Vincitore/trice |
| 2016 | KBS Drama Awards                      | Premio all'eccellenza, attrice in un drama di media lunghezza | Chae Soo-bin                        | Candidato/a     |
| 2016 | KBS Drama Awards                      | Miglior attore di supporto                                    | Lee Jun-hyeok                       | Vincitore/trice |
| 2016 | KBS Drama Awards                      | Miglior attrice di supporto                                   | Jung Hye-sung                       | Candidato/a     |
| 2016 | KBS Drama Awards                      | Miglior nuovo attore                                          | Kwak Dong-yeon                      | Candidato/a     |
| 2016 | KBS Drama Awards                      | Miglior nuovo attore                                          | Jung Jin-young                      | Vincitore/trice |
| 2016 | KBS Drama Awards                      | Miglior nuova attrice                                         | Kim Yoo-jung                        | Candidato/a     |
| 2016 | KBS Drama Awards                      | Premio degli internauti, attore                               | Park Bo-gum                         | Vincitore/trice |
| 2016 | KBS Drama Awards                      | Premio degli internauti, attore                               | Jung Jin-young                      | Candidato/a     |
| 2016 | KBS Drama Awards                      | Miglior giovane attore                                        | Jung Yun-seok                       | Vincitore/trice |
| 2016 | KBS Drama Awards                      | Miglior giovane attrice                                       | Heo Jung-eun                        | Vincitore/trice |
| 2016 | KBS Drama Awards                      | Miglior coppia                                                | Park Bo-gum e Kim Yoo-jung          | Vincitore/trice |
| 2017 | Korean Directors and Producers Awards | Miglior drama televisivo                                      |                                     | Candidato/a     |
| 2017 | Annual WorldFest Houston              | Premio Remi di platino                                        |                                     | Vincitore/trice |
| 2017 | Baeksang Arts Awards                  | Miglior drama                                                 |                                     | Candidato/a     |
| 2017 | Baeksang Arts Awards                  | Miglior attore, televisione                                   | Park Bo-gum                         | Candidato/a     |
| 2017 | Baeksang Arts Awards                  | Miglior nuovo attore, televisione                             | Jung Jin-young                      | Candidato/a     |
| 2017 | Baeksang Arts Awards                  | Attore più popolare, televisione                              | Park Bo-gum                         | Vincitore/trice |
| 2017 | Baeksang Arts Awards                  | Attore più popolare, televisione                              | Jung Jin-young                      | Candidato/a     |
| 2017 | Baeksang Arts Awards                  | Attrice più popolare, televisione                             | Kim Yoo-jung                        | Vincitore/trice |
| 2017 | Seoul International Drama Awards      | Premio alla massima eccellenza per un drama coreano           |                                     | Vincitore/trice |
| 2017 | Seoul International Drama Awards      | Miglior attore coreano                                        | Park Bo-gum                         | Vincitore/trice |
| 2017 | Korea Drama Awards                    | Miglior drama                                                 |                                     | Candidato/a     |
| 2017 | Korea Drama Awards                    | Miglior direttore di produzione                               | Kim Sung-yoon                       | Candidato/a     |
| 2017 | Korea Drama Awards                    | Miglior sceneggiatore                                         | Kim Min-jung                        | Candidato/a     |
| 2017 | Korea Drama Awards                    | Premio alla massima eccellenza, attore                        | Park Bo-gum                         | Candidato/a     |
| 2017 | Korea Drama Awards                    | Miglior nuovo attore                                          | Jung Jin-young                      | Candidato/a     |
| 2017 | Korea Drama Awards                    | Miglior nuovo attore                                          | Kwak Dong-yeon                      | Candidato/a     |

## Distribuzioni internazionali
| Paese      | Canale/i             | Prima TV                         | Titolo adottato       |
| ---------- | -------------------- | -------------------------------- | --------------------- |
| Hong Kong  | Now Drama            | 18 ottobre-10 novembre 2016      | 雲畫的月光            |
| Hong Kong  | Viu TV               | 1°-31 maggio 2017                | 雲畫的月光            |
| Malaysia   | 8TV                  | 10 novembre 2016-2 febbraio 2017 | 雲畫的月光            |
| Taiwan     | Videoland Drama      | 1º dicembre-9 gennaio 2017       | 雲畫的月光            |
| Taiwan     | Star Chinese Channel | 5-25 ottobre 2017                | 雲畫的月光            |
| Filippine  | ABS-CBN              | 6 marzo-5 maggio 2017            | Love in the Moonlight |
| Filippine  | ABS-CBN              | 17 luglio-22 settembre 2017      | Love in the Moonlight |
| Vietnam    | HTV2                 | ?                                | Mây họa ánh trăng     |
| Thailandia | Channel 8            | ?                                | รักเราพระจันทร์เป็นใจ     |
| Giappone   | KNTV                 | ?                                | 雲が描いた月明かり    |
| Indonesia  | Transvision          | ?                                |                       |